# Theologische und Religionswissenschaftliche Fakultät der Universität Zürich
Die Theologische und Religionswissenschaftliche Fakultät Zürich ist Teil der Universität Zürich. Sie bietet theologische und religionswissenschaftliche Studiengänge an und verfügt über dreizehn Lehrstühle, eine Assistenzprofessur und eine Gastprofessur.
Neben dem Voll- und dem Hauptfachstudiengang Theologie und dem Hauptfachstudiengang Religionswissenschaft bestehen folgende Nebenfachstudiengänge: Altorientalische Religionsgeschichte, Antikes Christentum, Antikes Judentum, Bibelwissenschaften, Hebräische Sprache und Literatur, Hermeneutik, Kirchengeschichte, Religionspädagogik, Religionsphilosophie, Religionswissenschaft, Systematisch-Praktische Theologie. In Verbindung mit der Philosophischen Fakultät wird der Nebenfachstudiengang Ethik, in Verbindung mit anderen Universitäten werden die Masterstudiengänge „Antikes Judentum“ und „Religion, Wirtschaft und Politik“ angeboten.

## Geschichte

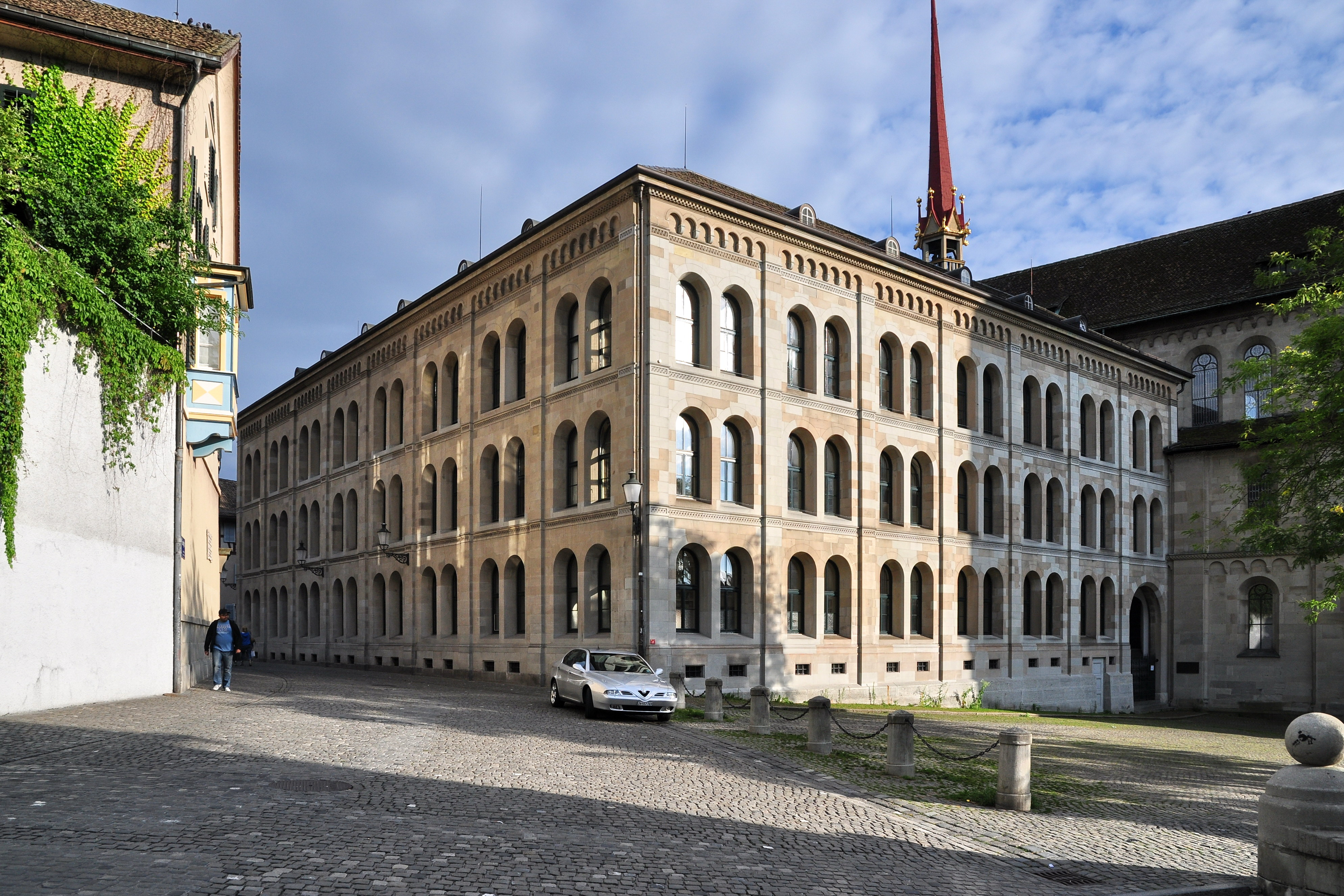
Ansicht vom Zwingliplatz

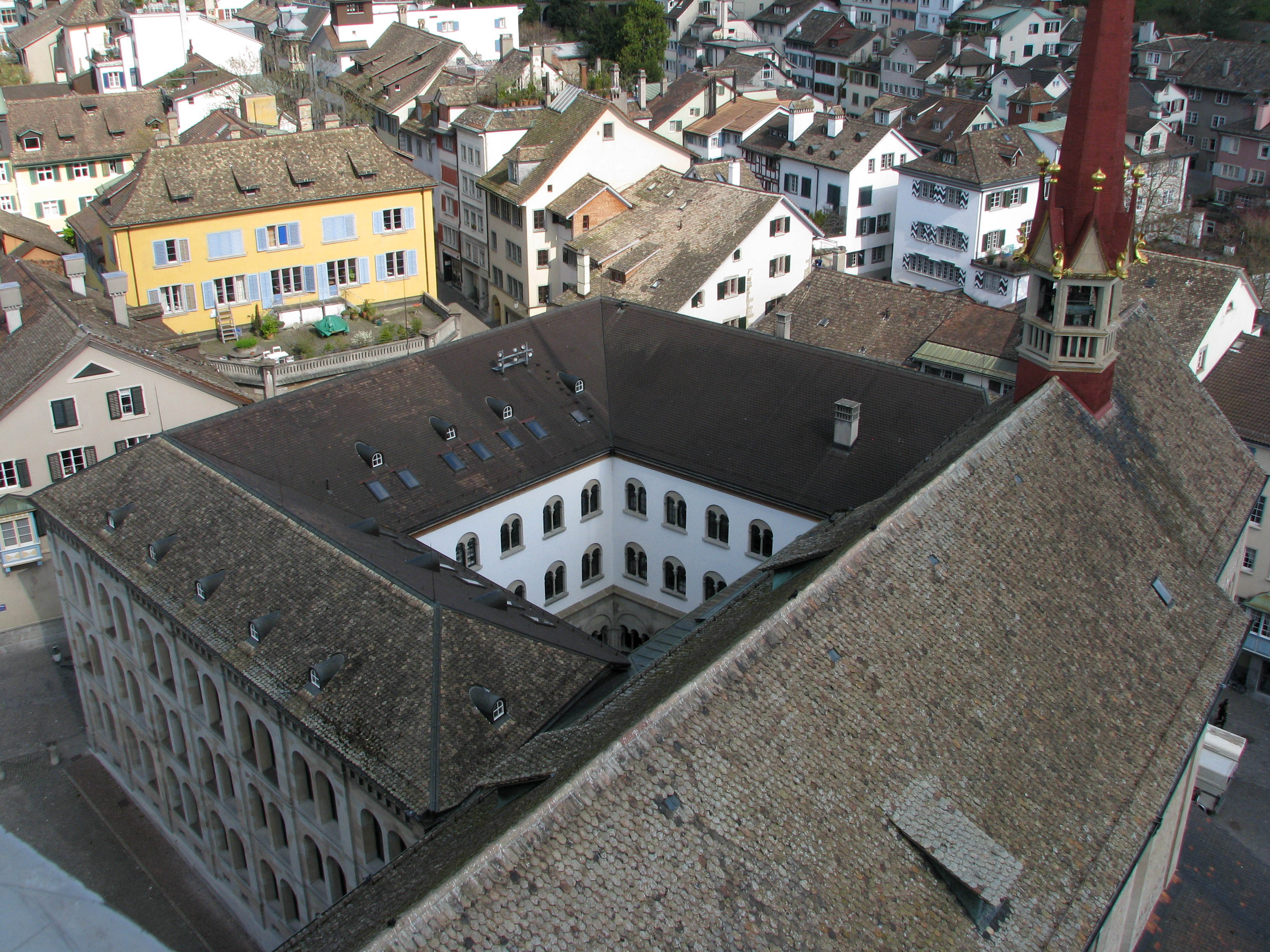
Ansicht vom Karlsturm des Grossmünsters

Die Theologische und Religionswissenschaftliche Fakultät Zürich geht auf ein im Jahre 1525 gegründetes «Lektorium» für Theologie zurück. Angeregt von Huldrych Zwingli hatten Bürgermeister und Räte der Stadt Zürich eine Bildungsreform beschlossen, die zum Ziel hatte, den angehenden reformierten Theologen fundierte Kenntnisse der klassischen Sprachen Hebräisch, Griechisch und Latein zu vermitteln.  Nach Zwinglis Tod wurde das Schulwesen Heinrich Bullinger unterstellt. Unter seiner Ägide erhielt das «Lektorium» eine klare Struktur und eine solide finanzielle Basis. Ab 1559 wurde es als «Hohe Schule» für Theologie eingestuft und trug fortan den Namen «Schola Tigurina».
Neben der religiösen Ausrichtung wurden auch humanistische Bildungsideale verwirklicht.  Als erster Dozent für Hebräisch und Latein wurde der junge Humanist Jakob Wiesendanger (Ceporinus) berufen.  Weitere namhafte Dozenten lehrten an der Schola Tigurina, so der Hebraist Konrad Pelikan,  der Exeget und Sprachwissenschaftler Theodor Bibliander, der Theologe und Historiker Josias Simler,  der Alttestamentler Petrus Martyr Vermigli  und der Naturforscher und Altphilologe Conrad Gessner.
1601 wurde die Schola Tigurina Teil des Collegiums Carolinum, das aus einer theologischen, philologischen und philosophischen Abteilung bestand.  Am Collegium Carolinum wirkten unter anderem Johann Jakob Bodmer und der Philologe Johann Jakob Breitinger. Zu ihren Studenten zählte der Pfarrer und Philosoph Johann Caspar Lavater.
Mit der Gründung der Universität Zürich 1833 wurde das Collegium Carolinum aufgehoben und der Universität unterstellt. Mitinitiator und erster Rektor der neuen Universität wurde der Altphilologe und Theologe Johann Caspar von Orelli, der am Collegium Carolinum gelehrt hatte.  Zu den ersten Dozenten der neu gegründeten Theologischen Fakultät gehörte der Neutestamentler Heinrich Christian Michael Rettig, der Alttestamentler Ferdinand Hitzig und der Orientalist Bernhard Hirzel.  Die Berufung des kritischen Theologen David Friedrich Strauß 1839 löste eine politische Krise (Züriputsch) aus, welche die Zürcher Regierung zu Fall brachte.
In den 1960er-Jahren erfuhr die Theologische Fakultät einen starken Ausbau und es kam zu mehreren Institutsgründungen: 1962 des Instituts für Hermeneutik durch Gerhard Ebeling, 1964  des Instituts für Schweizerische Reformationsgeschichte durch Fritz Blanke und des Instituts für Sozialethik durch Arthur Rich.
Zu den signifikanten Veränderungen der jüngsten Zeit gehört die 1999 erfolgte Einführung eines eigenen Studiengangs „Religionswissenschaft“ auf Initiative des damaligen Lehrstuhlinhabers Fritz Stolz. 2006 wurde ein Religionswissenschaftliches Seminar gegründet, das seit Januar 2013 an der Kantonsschulstrasse 1 domiziliert ist.
Im Herbst 2015 wurde eine Professur ad personam für Spiritual Care errichtet und durch Simon Peng-Keller besetzt. In Zusammenarbeit mit der Medizinischen Fakultät bietet diese Professur ein interdisziplinäres Lehrangebot an und ist mit der Forschung in diesem Gebiet beauftragt.
Am 1. Januar 2024 wurde der Name der «Theologischen Fakultät» (ThF) zu «Theologische und Religionswissenschaftliche Fakultät» (TRF) ergänzt.
Rektoren der Universität Zürich aus der Theologischen Fakultät:
- Heinrich Christian Michael Rettig (1835)
- Ferdinand Hitzig (1842–1843, 1858–1859)
- Alexander Schweizer (1850–1851)
- Otto Fridolin Fritzsche (1866–1867)
- Alois Emanuel Biedermann (1874–1875)
- Heinrich Steiner (1882–1883)
- Heinrich Kesselring (1892–1893)
- Paul Christ (1900–1901)
- Arnold Meyer (1910–1911)
- Ludwig Köhler (1930–1931)
- Emil Brunner (1942–1943)
- Walter Gut (1952–1953)
- Eduard Schweizer (1964–1965)
- Robert Leuenberger (1974–1976)
- Hans Heinrich Schmid (1988–2000)
- Hans Weder (2000–2008)

## Lehrstühle
Theologie
- Altes Testament
  - Alttestamentliche Wissenschaft und Frühjüdische Religionsgeschichte: Konrad Schmid
  - Alttestamentliche Wissenschaft und Altorientalische Religionsgeschichte: Nesina Grütter

- Neues Testament
  - Neutestamentliche Wissenschaft mit dem Schwerpunkt Geschichte und Theologie der urchristlichen Literatur im Rahmen der spätantiken Religionen: Stefan Krauter
  - Neutestamentliche Wissenschaft mit den Schwerpunkten Antikes Judentum und Hermeneutik: Jörg Frey

- Kirchengeschichte
  - Kirchen- und Theologiegeschichte von der Alten Kirche bis zur Reformation: Silke-Petra Bergjan
  - Kirchen- und Dogmengeschichte von der Reformationszeit bis zur Gegenwart: Tobias Jammerthal

- Systematische Theologie
  - Systematische Theologie: vakant
  - Systematische Theologie, insbesondere Religionsphilosophie: Matthias D. Wüthrich

- Praktische Theologie
  - Praktische Theologie mit den Schwerpunkten Homiletik, Liturgik und Poimenik: Ralph Kunz
  - Praktische Theologie mit den Schwerpunkten Religionspädagogik und Kybernetik (Kirchentheorie und Pastoraltheologie): Thomas Schlag

- Spiritual Care
  - Professur für Spiritual Care: Simon Peng-Keller

- Ethik
  - Theologische Ethik: Michael Coors

Religionswissenschaft
- Historische und vergleichende Religionswissenschaft: Doris Decker
- Religionswissenschaft mit sozialwissenschaftlicher Ausrichtung: Dorothea Lüddeckens
- Religionswissenschaft mit systematisch-theoretischer Ausrichtung: Rafael Walthert
- Zentrum für Religion, Wirtschaft und Politik (ZRWP): David Atwood
- UFSP Digital Religion(s): Beth Singler

## Gebäude
Nach dem Abriss des ehemaligen Chorherrenstifts neben dem Grossmünster entstand 1850–1853 ein Neubau im neoromanischen Stil von Gustav Albert Wegmann. Der Kreuzgang des Chorherrenstifts, der teilweise noch aus dem 12. Jahrhundert stammte, wurde in den Neubau integriert. In diesem sog. Grossmünsterschulhaus war die Töchterschule beheimatet, ein städtisches Gymnasium für Mädchen. Seit 1973 befindet sich in den Gebäuden das Theologische Seminar der Universität Zürich.